# Anthony Henry
Anthony Henry (ur. 9 stycznia 1967) – lekkoatleta pochodzący z Antigui i Barbudy, specjalizujący się w biegach sprinterskich.
Reprezentował swój kraj w biegu na 100 metrów, na Letnich Igrzyskach Olimpijskich 1984, zajmując 7. miejsce w swym biegu eliminacyjnym, a także odpadł w półfinale sztafety 4 × 100 metrow.